# Wiązka (telekomunikacja)
Wiązka – zespół łączy, z których każde rozpięte jest pomiędzy tymi samymi dwoma punktami (centralami). Mogą to być zarówno wiązki światłowodowe jak i wiązki miedziane.
Wiązka (ang. harness) to również zespół przewodów zakończony złączami (konektorami).